# Poʻlat Bobojonov
Pour les articles homonymes, voir Bobojonov.
Ne pas confondre avec l'astrophysicien tadjik Pulod Bobojonov
Poʻlat Razzoqovich Bobojonov (en ouzbek : Пўлат Раззоқович Бобожонов, en russe : Пулат Раззакович Бабаджанов Poulat Razzakovitch Babadjanov, né le 1er janvier 1961 dans le District de Bog‘ot dans la RSS d’Ouzbékistan en Union Soviétique) est un homme politique ouzbek.

## Biographie
Fils de Razzaq Bobojonov et de Enagul Masharipova, Poʻlat Bobojonov commence à laisser ses marques dans la politique ouzbek en étant procureur dans les provinces de Boukhara et de Djizak, puis, de 2000 à 2005, il devient vice-procureur général de l'Ouzbékistan. Il dirige par la suite une agence gouvernementale lié à l'application de la loi avant de devenir vice-hokim de la province de Khorezm, de laquelle il est natif. En janvier 2012, l'hokim est renvoyé de son poste. En tant que vice-hokim, Bobojonov devient hokim par intérim, puis prend par la suite le poste à part entière. Le 4 septembre 2017, Bobojonov quitte son poste pour devenir ministre des Affaires intérieures en remplacement de Abdusalom Azizov. Son poste à la tête de la province de Khorezm sera combler par Ilgizar Sobirov d’abord de façon intérimaire jusqu'à sa confirmation au poste par le Kengash de la région le 15 octobre de cette même année.